# Чайко, Александр Юрьевич
Александр Юрьевич Чайко (род. 27 июля 1971, Голицыно, Одинцовский район, Московская область, РСФСР, СССР) — российский военачальник. Командующий войсками Восточного военного округа (12 ноября 2021 — 6 июля 2022). Герой Российской Федерации (2020), генерал-полковник (2021).

## Биография
Родился в 1971 году в Московской области.
В 1988 окончил Московское суворовское военное училище. В 1992 году окончил Московское высшее общевойсковое командное училище. По окончании училища проходил службу на должностях командира взвода, роты, начальника штаба батальона, командира батальона в Западной группе войск и в Московском военном округе.
В 2001 году окончил Общевойсковую академию Вооружённых сил Российской Федерации. С 2001 по 2006 год — начальник штаба мотострелкового полка, командир мотострелкового полка (МВО). Воинское звание полковник присвоено в 2004 году досрочно. В 2006—2007 годах — командир 27-й отдельной гвардейской мотострелковой Севастопольской Краснознамённой бригады имени 60-летия СССР, с ноября 2007 по май 2009 года — командир 2-й гвардейской мотострелковой Таманской ордена Октябрьской Революции, Краснознамённой, ордена Суворова дивизии имени М. И. Калинина (МВО). С октября 2009 года — начальник 473 окружного учебного центра подготовки младших специалистов (ПУрВО). В 2012 году окончил Военную академию Генерального штаба Вооружённых сил Российской Федерации.
С июня 2013 года — заместитель командующего армией Центрального военного округа. 8 июля 2014 года Указом Президента России назначен командующим 20-й гвардейской общевойсковой Краснознамённой армией, после воссоздания в 2014 году 1-й гвардейской танковой Краснознамённой армии — командующий 1-й гвардейской танковой Краснознамённой армией Западного военного округа до апреля 2017 года. Воинское звание генерал-лейтенант присвоено Указом Президента России № 665 от 12 декабря 2016 года.

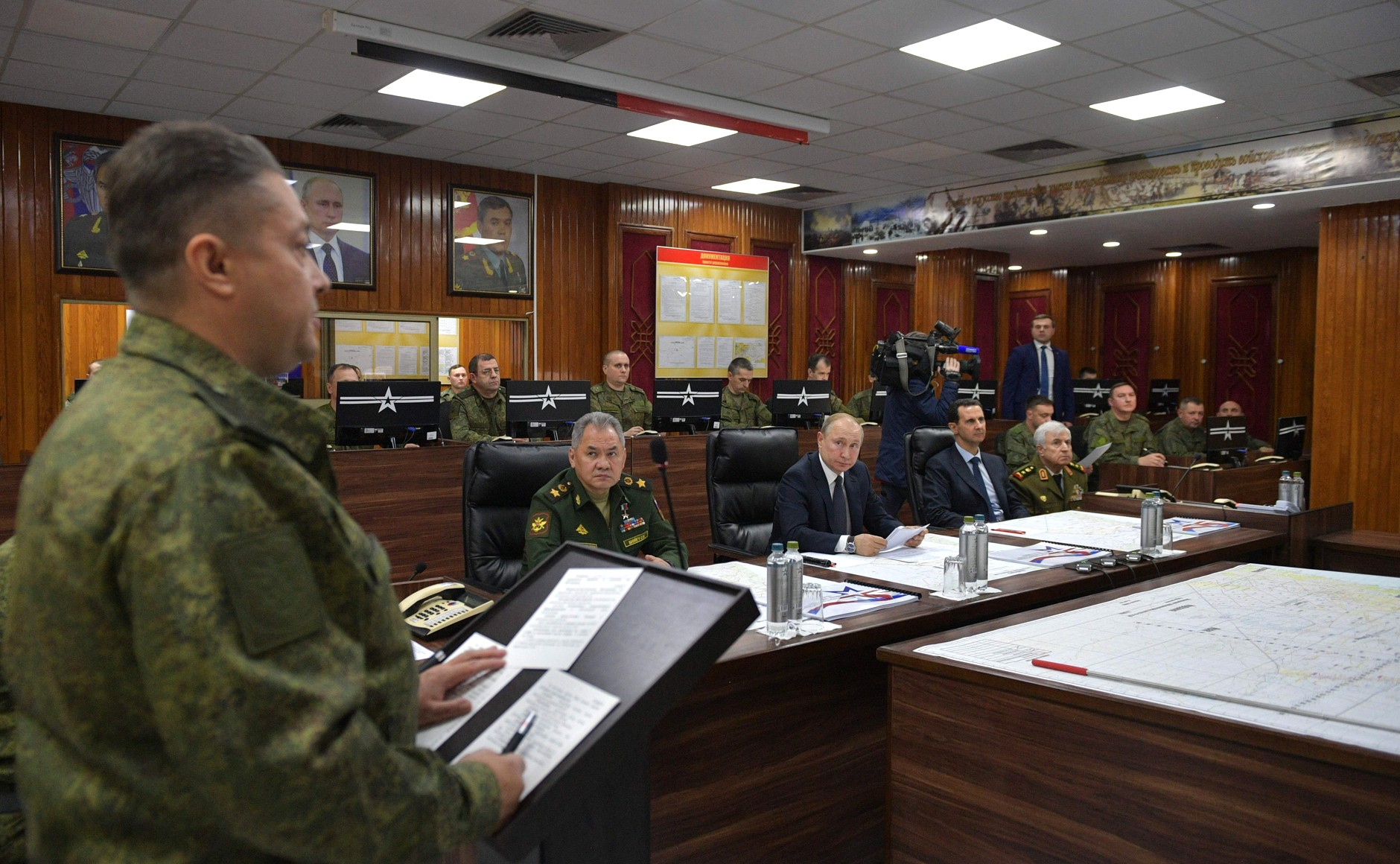
Доклад о положении в Сирии президентам РФ и САР. Дамаск, Командный пункт Группировки ВС РФ. 7 января 2020 года

Участник Военной операции России в Сирии. В 2015 году был первым начальником штаба Группировки войск Вооружённых сил Российской Федерации в Сирийской Арабской Республике.
С апреля 2017 по ноябрь 2018 года — начальник штаба — первый заместитель командующего войсками Восточного военного округа.
С ноября 2018 по февраль 2019 года — заместитель начальника Военной академии Генерального штаба Вооружённых сил Российской Федерации.
С февраля 2019 по ноябрь 2021 года — заместитель начальника Генерального штаба Вооружённых сил Российской Федерации.
С сентября 2019 по ноябрь 2020 года и с февраля по июнь 2021 года — командующий Группировкой войск Вооружённых сил Российской Федерации в Сирийской Арабской Республике. Пресса сообщает об известности Чайко как жестокого командующего в Сирии.
Указом Президента Российской Федерации № 355 от 11 июня 2021 года присвоено воинское звание генерал-полковник.
С 12 ноября 2021 по 6 июля 2022 года — командующий войсками Восточного военного округа, затем — командующий Группировкой войск Вооружённых сил Российской Федерации в Сирийской Арабской Республике (сентябрь — декабрь 2022).
Прокуратура Украины обвиняет генерала Чайко и его подчиненного, командовавшего 76-й десантно-штурмовой дивизией генерал-майора Сергея Чубарыкина в преступлении агрессии за ведение незаконной войны и за преступления в Буче в ходе российской оккупации Киевской области во время войны с Украиной.
18 июля 2025 года СБУ сообщила о новом заочном подозрении Чайко, отдавшему приказ бомбардировать гражданские дома во время боёв за Киев в 2022 году, в частности он отдал приказ использовать боевую авиацию и артиллерию для ударов по селу Тетеревское.

## Международные санкции
29 июня 2022 года попал в санкционный список Великобритании как лицо, способствовавшее репрессиям против мирного населения Сирии и ответственное за поддержку режима Башара Асада.

## Награды
- Герой Российской Федерации (2020)[18].
- Также награждён орденом «За заслуги перед Отечеством» III степени с мечами, орденом «За заслуги перед Отечеством» IV степени с мечами, орденом Суворова, орденом «За военные заслуги», медалями РФ, медалями САР.